# 新井直之 (ディレクター)
新井直之（あらい なおゆき、1982年5月30日 - ）は、NHKの報道番組ディレクター。ノンフィクション作家。

## 経歴
埼玉県ふじみ野市出身。
- 2001年 - 埼玉県立川越高等学校卒業。
- 2005年 - 明治大学法学部法律学科卒業。
- 2005年 - NHK入局。

## 著書
- 『チャイルド・プア 〜社会を蝕む子どもの貧困』（TOブックス、2014年、ISBN 978-4864722391）[2]
- 『チャイルド・プア 2 〜貧困の連鎖から逃れられない子どもたち 』（TOブックス、2015年、ISBN 978-4864724210）[1]
- 『高校生ワーキングプア  「見えない貧困」の真実』NHKスペシャル取材班（新潮社、2018年、ISBN 978-4104056095）[3]